# Whitechapel Road

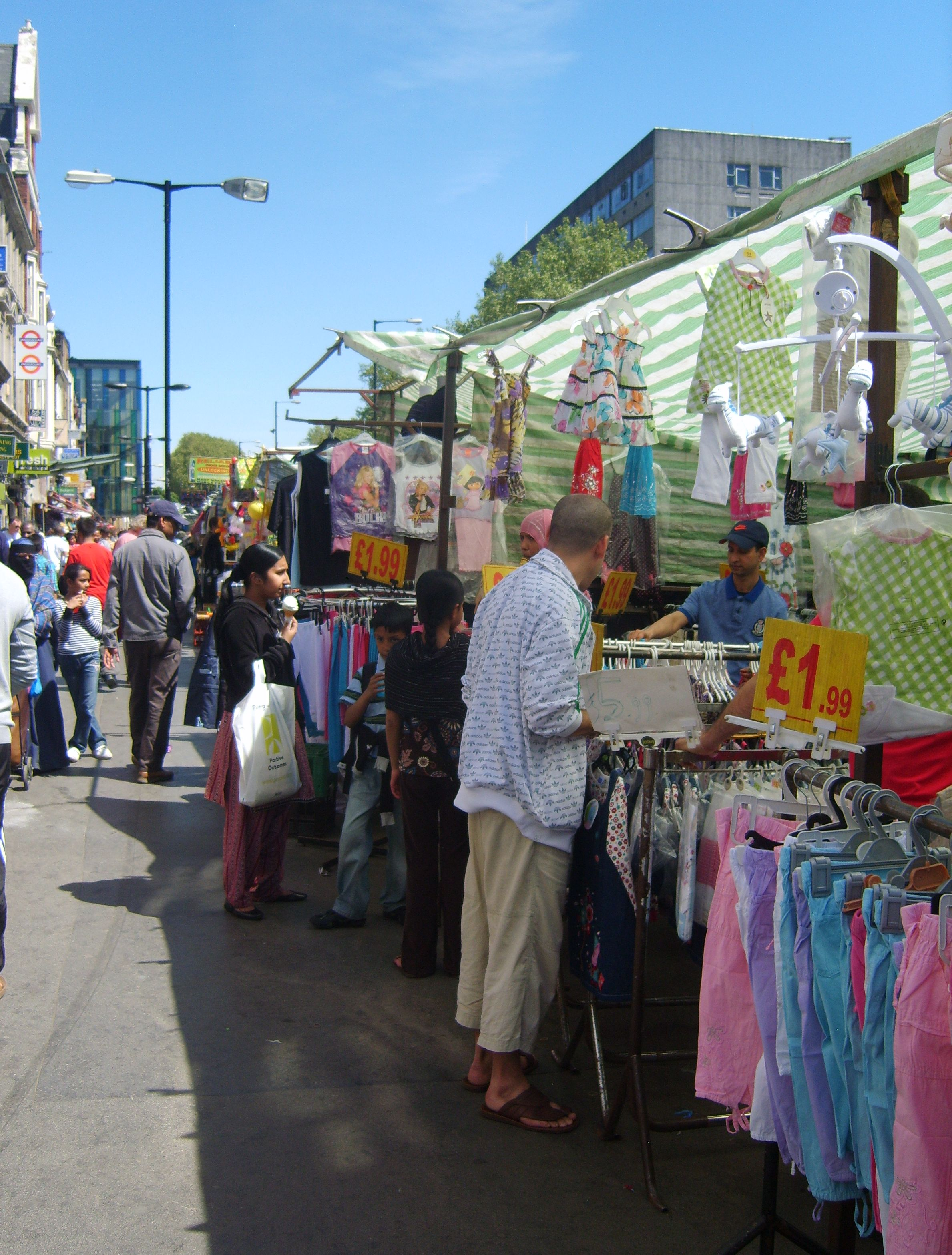
Mercado callejero en las afueras de la estación de metro de Whitechapel.

Whitechapel Road es una de las principales vías arteriales en el East End de Londres, Inglaterra. Conecta con Whitechapel High Street al oeste, con Mile End Road hacia el este, y forma parte de A11 Road. Es la principal calle de tiendas en la zona de Whitechapel en Tower Hamlets y tiene un mercado callejero. El nombre se deriva de una pequeña capilla dedicada a la Virgen María.
La estación de metro de Whitechapel está en el lado norte de la carretera. Detrás de la estación de metro está el antiguo emplazamiento de Blackwall Buildings, viviendas filantrópicas construidas en 1890 y demolidas en 1969. Frente al sur está el Royal London Hospital. St Mary's tube station que se utilizaba en Whitechapel Road, pero fue cerrada en 1938. Fue utilizada como un refugio en la Segunda Guerra Mundial, pero fue destruido por los bombardeos en 1940.
Whitechapel Road es la segunda calle más barata en la versión británica del monopoly después de Old Kent Road.